# El Mida
El Mida  (arabe : الميدة) est une ville du nord-est de la Tunisie, située au sud-est de la péninsule du cap Bon, à une soixantaine de kilomètres de Tunis.
Elle est rattachée administrativement au gouvernorat de Nabeul, elle constitue une municipalité comptant 4 155 habitants en 2014.
Le sport emblématique à El Mida est le handball avec son équipe, le Stade sportif midien, qui joue en division nationale B.